# Shu-Aib Walters
Shu-Aib Walters, né le 26 décembre 1981 au Cap, est un footballeur sud-africain. Il évolue actuellement à l'Ajax Cape Town dans le championnat national sud-africain au poste de gardien de but.
Il fait partie des 23 joueurs sud-africains sélectionnés pour participer à la coupe du monde 2010. Il n'a toutefois jamais joué avec les Bafana Bafana.